# Next Kraftwerke
Die Next Kraftwerke GmbH ist ein Betreiber eines virtuellen Kraftwerks und zertifizierter Stromhändler an verschiedenen europäischen Strombörsen (u. a. EPEX und EEX) mit Sitz in Köln. Next Kraftwerke vernetzt über 14.000 dezentrale Anlagen erneuerbarer Energien, Speicherkraftwerke, Power-to-X-Anlagen sowie industrielle und gewerbliche Stromverbraucher. Insgesamt aggregiert die Next Kraftwerke GmbH mehr als 12.700 MW. und 15 TWh jährliche Stromerzeugung (ca. 3 % der Stromerzeugung in Deutschland). Das Unternehmen ist in neun europäischen Regelzonen und an europäischen Strombörsen wie der EPEX Spot oder den Auktionen für Regelleistungsausschreibung aktiv. 100%iger Anteilseigner der Next Kraftwerke ist die Shell plc

## Geschichte
Die Next Kraftwerke GmbH wurde 2009 von den Geschäftsführern Hendrik Sämisch und Jochen Schwill gegründet. 2012 erbrachte Next Kraftwerke zum ersten Mal Regelenergie aus dem virtuellen Kraftwerk. 2013 gelang Next Kraftwerke der finanzielle Break-Even. 2014 gründete das Unternehmen Tochtergesellschaften in Österreich und Belgien, 2015 in Frankreich, 2016 in Polen und den Niederlanden, 2017 in Italien und der Schweiz. Ende Februar 2021 verkündete Next Kraftwerke, dass die Gründer Hendrik Sämisch und Jochen Schwill ihre Unternehmensanteile an Shell Renewables & Energy Solutions verkaufen. Der Mineralöl- und Erdgaskonzern Royal Dutch Shell übernahm 100 Prozent der Unternehmensanteile. Ende 2022 zog sich Jochen Schwill aus der Geschäftsleitung zurück, gefolgt von Mitgründer Hendrik Sämisch im August 2024. Zum 1. August 2024 trat Marc Rühs die Nachfolge als CEO an und führt das Unternehmen gemeinsam mit Katrin Jedamzik (CFO) und Mark Lindenberg (CSO).

## Unternehmensstruktur
Im September 2024 gehörten folgende nationale Tochtergesellschaften zur Next Kraftwerke-Gesellschaft:
- Centrales Next, Paris, Frankreich
- Elektrownie Next, Warschau, Polen
- Next Kraftwerke Benelux, Utrecht, Niederlande
- Next Kraftwerke AT, Wien, Österreich
- Next Kraftwerke Belgium, Brüssel, Belgien

## Produkte
Next Kraftwerke bietet unterschiedliche Stromhandelsprodukte und -dienstleistungen an. Neben der Direktvermarktung von Anlagen der erneuerbaren Energien nach dem EEG ist ein weiteres wichtiges Produkt die Bereitstellung von Regelleistung aus dezentralen Anlagen und Stromspeichern. Dazu zählen unter anderem Biogasanlagen, Wasserkraftwerke, KWK-Anlagen, Batterien und Elektrolyseure. Das Vermarkten von Strom aus Wind- und PV-Anlagen sowie aus PV und Batteriekombinationen zählt ebenfalls zu dem Produktspektrum von Next Kraftwerke wie auch Services im Rahmen des Redispatch 2.0. Darüber hinaus bietet das Unternehmen Power Purchase Agreements (PPA) an und Energiedienstleistungen – wie Portfoliomanagement und Market Access – für Stadtwerke, Energieversorger und Bilanzkreisverantwortliche. Das Online-Marktzugangsportal Nextra ist eine Trading Plattform entwickelt für Unternehmen, die ihren Stromhandel selbstständig betreiben möchten.

## Awards
2015 gehörte Next Kraftwerke zu den Top 3 in der Kategorie „Deutschlands nachhaltigste mittelgroße Unternehmen“ und erhielt den Deutschen Nachhaltigkeitspreis.
Im Jahr 2017 gewann Next Kraftwerke den Intersolar Award für Solarprognose und Stromhandel im Virtuellen Kraftwerk.
2019 erhielt Next Kraftwerke den Digital Champions Award für das Virtuelle Kraftwerk in der Kategorie „Digitale Produkte und Dienstleistungen“. Im Jahr 2020 wurde Next Kraftwerke die Auszeichnung Bloomberg New Energy Finance (BNEF) Pioneers verliehen. Die Auszeichnungskriterien waren unter anderem das Potenzial zur Skalierung, das Innovationsniveau der Technologie oder des Geschäftsmodells.
2015, 2020, 2021 und 2022 ernannte die Cleantech Group Next Kraftwerke zu einem der Global Cleantech 100 Unternehmen. Diese repräsentieren Unternehmen, die zu einer kohlenstoffärmeren, digitalisierten und ressourceneffizienteren Zukunft beitragen.